# Şeyhhabil, Çarşamba
Şeyhhabil là một xã thuộc huyện Çarşamba, tỉnh Samsun, Thổ Nhĩ Kỳ. Dân số thời điểm năm 2010 là 315 người.